# Роберт Вілсон (економіст)
Роберт Вілсон (англ. Robert Butler Wilson, нар. 16 травня 1937, Женіва, Небраска) — американський економіст. Лауреат Нобелівської премії з економіки за 2020 рік (разом з Полом Мілгромом) за «удосконалення теорії аукціонів та винахід їх нових форматів».

## Біографія
Здобув ступінь бакалавра (A.B.) в 1959 році, магістра ділового адміністрування (MBA) в 1961 році і доктора ділового адміністрування (DBA) Гарвардського університету в 1963.
Викладацьку діяльність розпочав на посаді асистента професора в 1964—1967 роках, асоційованого професора в 1967—1971 роках, професора в 1971—1976 роках, Атолл Макбін професор економіки в 1976—2000 роках, Адамс заслужений професор менеджменту в 2000—2004 роках в Стенфордському університеті. Емерит-професор Стенфордського університету з 2004.

## Нагороди та визнання
- 1976: член Економетричного товариства
- 1981: член Американської академії мистецтв і наук[8].
- 1982: грант Ґуґґенгайма[9];
- 1986: почесний доктор економіки Норвезької школи економіки[en];
- 1994: обраний член Національної академії наук США[10]
- 1995: почесний доктор права Чиказького університету;
- 1995: премія Меламеда від Чиказького університету;
- 1997—1999: президент Економетричного товариства
- 2001: член Товариства теорії ігор[en]
- 2006: член Американської економічної асоциації
- 2007: Clarivate Citation Laureates;
- 2010: премія Лаффона від Університету Тулузи;
- 2011: член Товариства сприяння розвитку економічної теорії[en][8].
- 2015: BBVA Foundation Frontiers of Knowledge Awards[11];
- 2016: премія за інноваційні кількісні додатки від Чиказької товарної біржі і Науково-дослідного інституту математичних наук;
- 2018: Премія Джона Карті «за розвиток науки» від Національної академії наук США;[12]
- 2018: почесний доктор наук Лондонської школи економіки;
- 2020: Нобелівська премія з економіки[13].

## Доробок
- A Simplicial Algorithm for Concave Programming. Dissertation, Harvard Business School, Boston 1963
- Nonlinear pricing. Oxford University Press, New York [u. a.] 1993, ISBN 0-19-511582-1

статті
- The Theory of Syndicates. In: Econometrica. Band 36, Nr. 1, 1968, S. 119—132
- Computing Equilibria of N-Person Games. In: SIAM Journal on Applied Mathematics. Band 21, Nr. 1, 1971, S. 80–87
- On the theory of aggregation. In: Journal of Economic Theory. Band 10, Nr. 1, 1975, S. 89–99
- A Bidding Model of Perfect Competition. In: The Review of Economic Studies. Band 44, Nr. 3, 1977, S. 511—518
- The Bilinear Complementarity Problem and Competitive Equilibria of Piecewise Linear Economic Models. In: Econometrica. Band 46, Nr. 1, 1978, S. 87–103
- Competitive Exchange. In: Econometrica. Band 46, Nr. 3, 1978, S. 577—585
- Information, Efficiency, and the Core of an Economy. In: Econometrica. Band 46, Nr. 4, 1978, S. 807—816
- mit David M. Kreps: Sequential Equilibria. In: Econometrica. Band 50, Nr. 4, 1982, S. 863—894
- mit David M. Kreps: Reputation and imperfect information. In: Journal of Economic Theory. Band 27, Nr. 2, 1982, S. 253—279
- mit Shmuel S. Oren und Stephen S. Smith: Capacity Pricing. In: Econometrica. Band 53, Nr. 3, 1985, S. 545—566